# Sobremunt
Sobremunt é um município da Espanha na comarca de Osona, província de Barcelona, comunidade autónoma da Catalunha. Tem 13,8 km² de área e em 2021 tinha 78 habitantes (densidade: 5,7 hab./km²).

## Demografia
| Variação demográfica do município entre 1991 e 2004[carece de fontes?] | Variação demográfica do município entre 1991 e 2004[carece de fontes?] | Variação demográfica do município entre 1991 e 2004[carece de fontes?] | Variação demográfica do município entre 1991 e 2004[carece de fontes?] |
| ---------------------------------------------------------------------- | ---------------------------------------------------------------------- | ---------------------------------------------------------------------- | ---------------------------------------------------------------------- |
| 1991                                                                   | 1996                                                                   | 2001                                                                   | 2004                                                                   |
| 91                                                                     | 90                                                                     | 87                                                                     | 87                                                                     |